# Tillandsia cardenasii
Tillandsia cardenasii là một loài thuộc chi Tillandsia. Đây là loài đặc hữu của Bolivia.